# Aurélien Giordanengo
Aurélien Giordanengo (22 de abril de 1988) es un deportista francés que compitió en ciclismo de montaña en la disciplina de descenso. Ganó una medalla de plata en el Campeonato Europeo de Ciclismo de Montaña de 2009.

## Palmarés internacional
| Campeonato Europeo | Campeonato Europeo        | Campeonato Europeo | Campeonato Europeo |
| Año                | Lugar                     | Medalla            | Competición        |
| ------------------ | ------------------------- | ------------------ | ------------------ |
| 2009               | Kranjska Gora (Eslovenia) | Medalla de plata   | Descenso           |